# Seramsjön

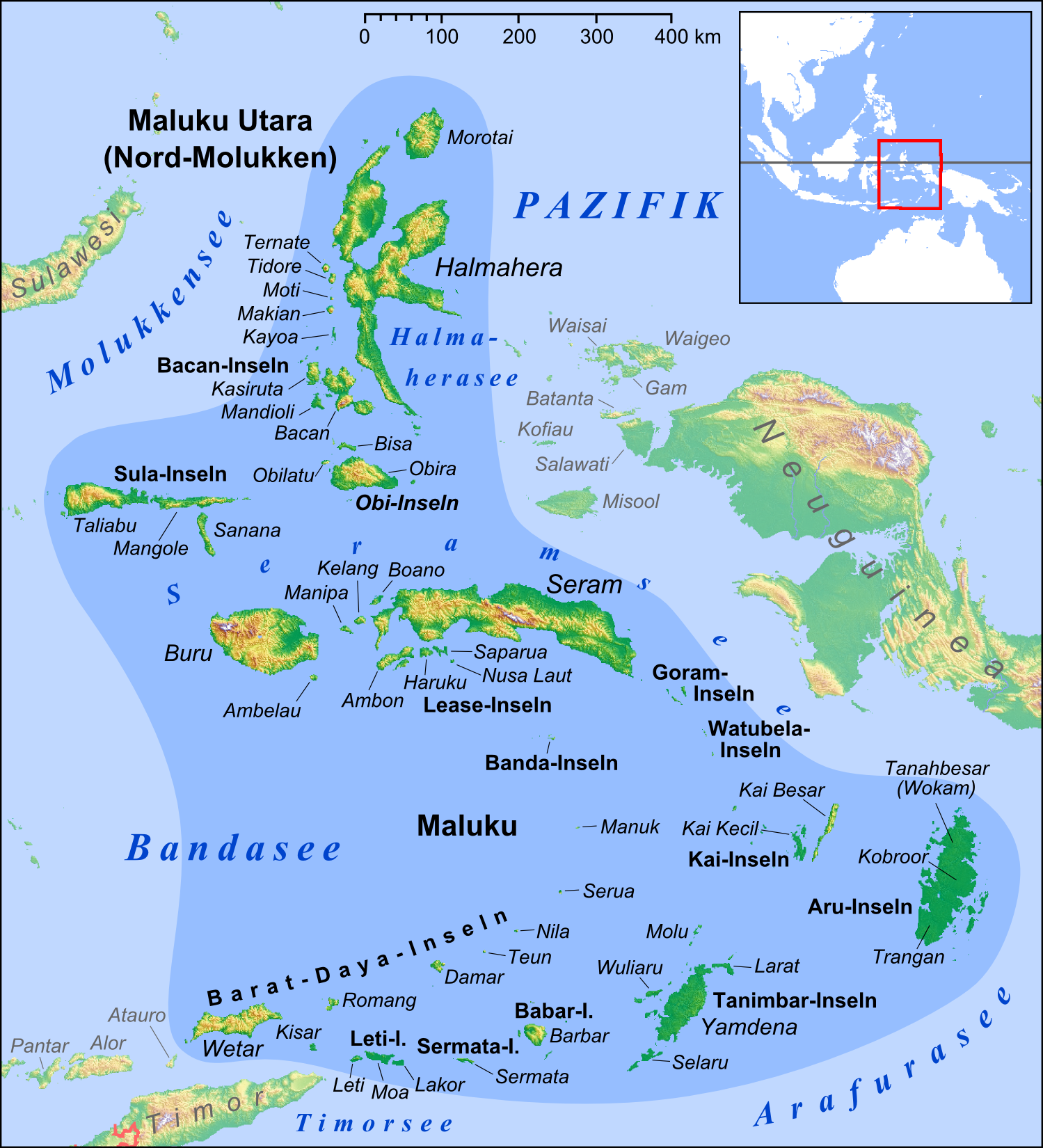
Seramsjöns läge.

Seramsjön, Ceramsjön, havsområde i Australasiatiska medelhavet norr om ön Seram. Seramsjön gränsar till Arafurahavet i öst, Bandasjön i söder och väster och Molucksjön och Halmaherasjön i norr. 
Det är en del av Stilla havet med en yta på cirka 12 000 kvadratkilometer och ligger mellan Buru och Seram, som ingår i  provinsen Moluckerna. Dessa öar är den naturliga livsmiljön för växter som länge varit eftertraktade för deras användning som kryddor, som muskot, kryddnejlika och svartpeppar, och de hav som omger dem var mycket använda farleder.  Seramsjön är också hemvist för flera arter av tropiska smörbultar och många andra fiskar. Liksom många andra små indonesiska hav är Seramsjön stenig och mycket tektoniskt aktiv.  